# かしこいタヌキ
かしこいタヌキ（朝鮮語: 령리한 너구리、英語: Clever Raccoon Dog）は、朝鮮民主主義人民共和国の児童映画およびアニメーション作品シリーズ。1987年から2024年にかけて、82部作が朝鮮中央テレビで放送された。
日本語の名称は、朝鮮の声放送公式サイト（日本語版）にて「かしこいタヌキ」と紹介されているため、これが正式名称とされる。

## 概要
主人公のタヌキが友達と勝負をしたり、生活の中で様々な問題に直面したりする。タヌキは、科学知識を応用するなど論理的に頭を使って、友達に勝利する、または問題を解決する。その後は、どのような原理を応用したのかを分かりやすく解説してくれる。以上が各話の基本的な展開で、全編が一話完結型のオムニバス形式である。
本作は、朝鮮民主主義人民共和国における「知能児童映画（지능아동영화）」の代表作である。子どもたちが学校で学んだ自然科学知識を身につけられるよう、知識教養テーマの映画を作ることを金正日が指示し、制作されたとされる。北朝鮮の子どもたちに非常に人気がある。
2021年9月より新しい声優を迎えて64話以降のエピソードが公開されている。朝鮮中央通信の同年9月11日付の記事では、制作再開の理由は「育ちゆく新世代の知能啓発と学習を助けるため」と説明された。アスペクト比が19:6に改められ、メインテーマ曲をアレンジし直し、合わせてオープニングとエンディングがリニューアルされた。
オープニングテーマ曲
다정한 동무 (親しい友)

## 制作の経緯
本作品にはプロトタイプとして、1977年に制作された『タヌキの高さ測り(너구리의 높이재기)』と、1979年に制作された『砲撃ち選手たち(포쏘기선수들)』が存在する。『タヌキの高さ測り』の脚本を担当したキム・ヨングォンは、自身の幼少期に触れた物語に登場するタヌキは「太っていて運動神経も悪い動物である」という否定的な描写をされがちであったことから、身体能力に劣っていても賢さによって他者にできないことを成し遂げるタヌキのキャラクター像を思いついたと語っている。

## 海外での展開
プロパガンダ的な内容は殆ど含まれておらず、児童アニメとしても内容や質が健全な水準であるため、韓国のテレビ局（YTN、韓国教育放送公社、SBS）でも2000年〜2005年頃まで放映された事がある。しかしそれ以降は、南北関係の悪化により放映中止となった。
2002年には、韓国企業ドゥリメディア(두리미디어)が朝鮮出版物輸出入社と契約を結んで5巻の絵本を出版し、韓国内で流通したほか、1000部は北朝鮮に送られた。この絵本の物語と絵は、チョ・ジェシック、リ・デボックら平壌創作集団の複数の作家が担当した。この絵本は延辺朝鮮族自治州の書店にも並んだとの証言もある。
1994年にはイタリアで、『Patatapunfete』というタイトルで全26話が放映された。イタリア放映版では、メインキャラクターのタヌキ、クマ、ネコにそれぞれ「Tata」、「Punfete」、「Pat」という名前が設定されており、これが放映タイトルの由来になったとみられる。
中東地域では『دبدوب الشجاع』というタイトルで放映されたが、دبدوبはイランでは「勇敢な」という意味であり、このタイトルを直訳すると「勇敢なテディベア」となる。
1990年代初頭には、フランス、スロベニア、ロシアなど多くの国に輸出された。
作品のビデオ販売は木蘭ビデオが、映画フィルムとしての販売は朝鮮映画輸出入会社が担当した。ただし韓国に対する販売は、北朝鮮の対南交流窓口である民族和解協議会などが行った。2007年には中国の吉林民族録音録画出版社が１～51話までが収録された全10枚のDVDを出版している。
2020年頃からは、朝鮮中央放送委員会が運営する朝鮮の声 日本語放送公式サイトでも、日本語字幕付きでインターネット配信された。

## 主な登場人物
- タヌキ（너구리） - 本作の主人公。あらゆる問題を、頭脳で解決していくスタイル。身体能力は低いため毎回対決の序盤で遅れを取るが、自慢の頭脳を活かし、重要な場面で力を発揮できる事が多い。
- クマ（곰） - タヌキのクラスメート。とても力持ちであるが、やや頭が悪い。タヌキのアドバイスを無視し、問題が大きくなることもしばしば。
- ヤウンイ※ネコ（야웅이） - タヌキのクラスメートの女の子。クマよりは頭を回転させるほうではあるが、タヌキのアドバイスを無視する場合も多い。

## エピソード一覧
※制作年の出典: 
※日本語タイトルは、朝鮮の声放送日本語版公式サイトで配信された日本語字幕版のタイトルである。
※英語タイトルのうち、無印のものは映像ソフト等で用いられた公式なものである。アスタリスクが付けられたものは、本項目の英語版の執筆者が独自に翻訳した、非公式のものである。
※人名の日本語表記は、朝鮮民主主義人民共和国の正書法に基づき、頭音法則を適用しない。
| 話 | 原題                   | 英語タイトル                                           | 日本語タイトル               | 映画文学                             | 演出                                                   | 責任美術                                     | 撮影             | 作曲                               | 制作年 |
| -- | ---------------------- | ------------------------------------------------------ | ---------------------------- | ------------------------------------ | ------------------------------------------------------ | -------------------------------------------- | ---------------- | ---------------------------------- | ------ |
| 1  | 스키경기               | Skiing Match                                           | スキー競争                   | キム・グァンソン                     | キム・グァンソン                                       | キム・ヨンチャン                             | カン・テヨン     | キム・ミョンヒ                     | 1987   |
| 2  | 높이재기               | Measurement of Height                                  | 竿測り                       | キム・ヨングォン                     | リム・ホンウン, チャン・ジョイル                       | イン・ヨンウク                               | リ・ヨンホ       | キム・ミョンヒ                     | 1987   |
| 3  | 바람개비               | Pinwheel                                               | 風車                         | キム・グァンソン                     | キム・グァンソン, チャン・ジョイル                     | チャン・ヨンファン                           | カン・テヨン     | キム・ミョンヒ                     | 1987   |
| 4  | 후보선수               | Substitute Player                                      | 補欠選手                     | チョン・ソンフィ                     | ソン・ジョンウォン, チャン・ジョイル                   | キム・ヨンチョル                             | コ・ビョンファ   | キム・ミョンヒ                     | 1987   |
| 5  | 불을 일으킨 얼음       | With the help of ice                                   | 火を出したアイス             | キム・グァンソン                     | キム・グァンソン, チャン・ジョイル                     | キム・グァンソン                             | リ・ヨンホ       | ペク・インソン                     | 1987   |
| 6  | 장애물경기             | An obstacle race                                       | 耐久レース                   | キム・グァンソン                     | キム・グァンソン, チャン・ジョイル                     | チョン・ジョンフイ                           | リ・ヨンフン     | キム・ミョンヒ                     | 1987   |
| 7  | 순회우승금컵           | The circular championship gold cup                     | 巡回優勝カップ               | キム・ヨンウォン                     | キム・ヨンチャン, チャン・ジョイル                     | キム・テクジョン                             | ハン・ボンギ     | キム・ミョンヒ                     | 1987   |
| 8  | 지름길                 | A short cut                                            | 早道                         | キム・ユギョン                       | キム・グァンソン, チャン・ジョイル                     | チョン・ジョンフイ                           | キム・ギルナム   | キム・ミョンヒ                     | 1987   |
| 9  | 축구경기하는 날        | The day of football game                               | サッカー試合の日             | パク・テスル                         | キム・ヨンチャン, チャン・ジョイル                     | キム・テクジョン                             | カン・テヨン     | キム・ミョンヒ                     | 1988   |
| 10 | 쫓겨간 호랑이          | The tiger takes to flight                              | 追い払われたトラ             | キム・テホン                         | キム・グァンソン, ホン・スンガク                       | キム・グァンソン                             | リ・ヨンホ       | ペク・インソン                     | 1988   |
| 11 | 너구리가 준 시계       | Raccoon Dog gives a watch*                             | タヌキちゃんからもらった時計 | リ・グァンヨン                       | キム・ヨンチャン, チャン・ジョイル                     | オ・スンナム                                 | キム・ギルナム   | キム・ミョンヒ                     | 1988   |
| 12 | 잘못 안 시간           | Mistaken Time                                          | 時差                         | チャ・ギェオク                       | キム・グァンソン, チャン・ジョイル                     | オ・グァンソン                               | カン・テヨン     | キム・ミョンヒ                     | 1988   |
| 13 | 부정선수               | Foul player                                            | いんちき選手                 | ファン・ソクファン                   | キム・スンフィ, チャン・ジョイル                       | オ・スンナム                                 | リ・ヨンホ       | キム・ミョンヒ                     | 1988   |
| 14 | 응당한 봉변            | The deserved humiliation*                              | 自業自得                     | キム・グァンソン                     | キム・ヨンチャン, チャン・ジョイル                     | オ・グァンソン                               | キム・ギルナム   | キム・ミョンヒ                     | 1988   |
| 15 | 결승전                 | The Finals                                             | 決勝戦                       | キム・ヨンチャン                     | キム・ヨンチャン, チャン・ジョイル                     | リ・ジュイル                                 | カン・テヨン     | キム・ミョンヒ                     | 1988   |
| 16 | 야구경기               | A baseball game*                                       | 野球試合                     | リ・イン                             | リ・イン, チャン・ジョイル                             | オ・グァンソン                               | リ・ヨンホ       | キム・ミョンヒ                     | 1988   |
| 17 | 휘거경기               | Figure-skating game                                    | フィギュア競技               | キム・グァンソン                     | キム・グァンソン, チャン・ジョイル                     | チョン・ジョンフイ                           | キム・ギルナム   | キム・ミョンヒ                     | 1989   |
| 18 | 랭동차안에서           | In a refrigerator car                                  | 冷凍車の中で                 | キム・グァンソン                     | キム・グァンソン, チャン・ジョイル                     | キム・インソン                               | カン・テヨン     | キム・ミョンヒ                     | 1989   |
| 19 | 너구리와 거부기        | Raccoon Dog and Turtle                                 |                              | キム・ヨンウォン                     | キム・グァンソン, チャン・ジョイル                     | オ・グァンソン                               | ハン・ヨンチョ   | キム・ミョンヒ                     | 1989   |
| 20 | 새집들이 하는 날       | The day moving into a new house                        |                              | キム・ヨンウォン                     | カン・ヨンファン, チャン・ジョイル                     | キム・インソン                               | リ・ヨンホ       | キム・ミョンヒ                     | 1989   |
| 21 | 마라손선수             | Marathoner                                             | マラソン選手                 | キム・ジュンオク                     | キム・ジュンオク, チャン・ジョイル                     | キム・ジュンオク                             | キム・ギルナム   | キム・ミョンヒ                     | 1989   |
| 22 | 위험한 장난            | Dangerous game                                         | 危険ないたずら               | キム・グァンソン                     | キム・グァンソン, チャン・ジョイル                     | ロ・ミン                                     | カン・テヨン     | キム・ミョンヒ                     | 1989   |
| 23 | 바다에서 일어난 소동   | Fuss on the sea                                        | 海での大騒ぎ                 | キム・グァンソン                     | キム・グァンソン, チャン・ジョイル                     | オ・グァンソン                               | チョ・グァンコル | キム・ミョンヒ                     | 1989   |
| 24 | 야웅이 생일선물        | Birthday gift of Cat                                   | 誕生日のプレゼント           | キム・テホン                         | キム・ヨンチャン, ホン・スンガク                       | オ・スンナム, ナム・ウォン                   | リ・ヨンホ       | キム・ミョンヒ                     | 1989   |
| 25 | 무차별급 권투경기      | Boxing bout (in class without weight distinction)      |                              | キム・テモ                           | キム・ヨンチャン, ホン・スンガク                       | オ・スンナム, リ・ジュイル                   | キム・ギルナム   | キム・ミョンヒ                     | 1990   |
| 26 | 불을 끈 너구리         | Raccoon Dog puts out a flre                            |                              | チェ・テヒョン                       | チャン・チョルス, ホン・スンガク                       | リ・ヨンギル                                 | ハン・ボンギ     | キム・ミョンヒ                     | 1990   |
| 27 | 유희장에서             | At an amusement park*                                  |                              | チャン・チョルス, パン・ソヨン       | チャン・チョルス, パク・ミソン                         | キム・ユソン, キム・ギョンホ                 | リ・ヨンホ       | キム・ミョンヒ                     | 1990   |
| 28 | 우주려행길에서         | At a way of journeying universe*                       |                              | キム・グァンソン                     | キム・グァンソン, パク・ミソン                         | キム・ユソン, キム・ギョンホ                 | リ・ヨンホ       | キム・ミョンヒ                     | 1990   |
| 29 | 다시 찾은 황금컵       | A gold cup discovered again*                           |                              | キム・ジュンオク                     | キム・ジュンオク, パク・ミソン                         | キム・チャンユ, チャン・ヨンコル             | キム・ギルナム   | キム・ミョンヒ                     | 1991   |
| 30 | 너구리의 빈 화분       | Raccoon Dog's empty flowerpot*                         |                              | キム・ジュンオク                     | キム・ジュンオク, パク・ミソン                         | ペク・ハク, リ・ヨンギル                     | カン・テヨン     | キム・ミョンヒ                     | 1991   |
| 31 | 하늘에서의 봉변        | A humiliation at the sky*                              |                              | リョ・シュンフィ                     | チャン・チョルス, パク・ミソン                         | キム・サンギク, キム・リョンヒョク           | リ・ヨンフン     | キム・ミョンヒ                     | 1991   |
| 32 | 노없는 배로            | With a boat but no paddles*                            |                              | リ・ジョンスン                       | ソン・ジョンウォン, パク・ミソン                       | チャン・ヨンコル, ムン・ソン                 | ハン・ボンギ     | キム・ミョンヒ                     | 1991   |
| 33 | 그림자탓일가?          | Is shadow to blame for it?                             |                              | キム・グァンソン                     | キム・グァンソン, パク・ミソン                         | キム・ユソン, チョン・ヒョンコル             | リ・ヨンホ       | キム・ミョンヒ                     | 1991   |
| 34 | 물놀이장에서           | At a wading pool                                       |                              | リム・チャンギュ                     | チャン・チョルス, チャン・ジョイル                     | チェ・イルハン, ペク・ヨンフィ               | キム・ジェフン   | ペク・インソン                     | 1991   |
| 35 | 열대림에서 있은일      | An event happened in a tropical forest                 | 熱帯林で                     | クォン・ミョンソン                   | キム・グァンソン, チャン・ジョイル                     | チョン・ヒョンコル, キム・ユソン             | カン・テヨン     | ペク・インソン                     | 1991   |
| 36 | 위험표식               | Danger Indicator                                       | 危険標識                     | チャン・チョルス                     | チャン・チョルス, チャン・ジョイル                     | キム・インソン, チェ・イルハン               | リ・ヨンホ       | ペク・インソン                     | 1991   |
| 37 | 곰의 그림숙제          | Bear's Picture Homework                                | クマちゃんの絵の宿題         | キム・ジュンオク                     | キム・ジュンオク, キム・チョウル                       | リ・ヨンギル, チャン・ヨンコル               | キム・ギルナム   | ペク・インソン                     | 1992   |
| 38 | 욕심많은 곰            | Greedy Bear                                            |                              | オ・スナン                           | チャン・チョルス, キム・チョウル                       | キム・グァンヒョク                           | リ・ヨンフン     | ペク・インソン                     | 1992   |
| 39 | 남극에서 온 펭긴선수   | Penguin, an ice-skating player from the Antarctic      | 南極から来たペンギン選手     | キム・ジュシン                       | キム・ヨンチャン, キム・チョウル                       | オ・ソンナム, ソン・ヨンサム                 | ハン・ボンギ     | ペク・インソン                     | 1992   |
| 40 | 누구의 발자국일가?     | Whose footprint is it?                                 | 誰の足跡か？                 | チャン・チョルス                     | チャン・チョルス, パク・ミソン                         | キム・グァンヒョク, キム・ドクヨン           | キム・ジェフン   | ペク・インソン                     | 1992   |
| 41 | 너구리의 과일농사      | Racoon Dog grows fruit                                 | タヌキの果樹栽培             | キム・ジュンオク                     | キム・グァンヒョク, チャン・ミョンギル                 | ユン・ジュソン, ペク・ハク                   | カン・テヨン     | ペク・インソン                     | 1994   |
| 42 | 힘을 겨루는 경기       | Strength Contest                                       | 力くらべ                     | キム・ジュンオク                     | ロ・ミン                                               | アン・チョンドン, オ・ソンナム               | リ・ヨンホ       | ペク・インソン                     | 1994   |
| 43 | 없어진 어항의 물       | A fish globe drained                                   | 金魚鉢の水漏れ               | キム・グァンソン                     | キム・グァンソン, パク・ミソン                         | オ・グァンソン                               | リ・ヨンフン     | ペク・インソン                     | 1994   |
| 44 | 물스키경기 하는 날     | The day of water ski game*                             | 水上スキーの日               | チャン・ミョンフィ                   | キム・グァンソン, ホン・スンガク                       | ホン・ジョンコル, ソンチョル                 | キム・ギルナム   | キム・ヨンソン                     | 1994   |
| 45 | 너구리가 감춘 남비     | Raccoon Dog hides a pot*                               | タヌキが隠した鍋             | ユン・ヒョンフィ                     | チャン・チョルス, チャン・ミョンギル                   | チャン・ヨンコル, リュウ・セジョン           | キム・ソルナム   | ペク・インソン                     | 1994   |
| 46 | 언사과                 | Ice cold apples*                                       | 凍みリンゴ                   | キム・ジュンオク, シン・チョルギュン | キム・ジュンオク, キム・サンドン                       | ペク・ハク, チョ・グァンコル                 | ハン・ボンギ     | ユン・ジョンホ                     | 1994   |
| 47 | 렬차안에서             | In the subway*                                         | 列車内で                     | リ・ジョンファ                       | キム・グァンソン, イ・ソクン, チョン・イルヨン         | リ・ドンチョル, キム・グァンヒョプ           | イ・ヨンフン     | ペク・インソン                     | 1999   |
| 48 | 꿀단지에 비낀 두 모습  | Two images reflected in a honey jar*                   |                              | パン・ソヨン                         | キム・ジュンオク, ソンチョル, チョン・イルヨン         | オ・ソンコル, キム・チョルウン               | キム・ソンホ     | ペク・インソン                     | 1999   |
| 49 | 바다가에서 있은 일     | An event happened in the sea*                          | 水難事故                     | キム・スワ                           | キム・ジュンオク, パク・グァンヒョン, チョン・イルヨン | ムン・チャンギル, キム・ウンゴ               | キム・ギルナム   | ペク・インソン                     | 1999   |
| 50 | 야웅이가 받은 꽃다발   | Cat receives a bouquet*                                |                              | キム・ジュンオク, キム・スワ         | パク・ギョンス, チョン・イルヨン                       | リュ・セジョン, イ・ヨンギル                 | ナム・ギョンス   | ペク・インソン                     | 1999   |
| 51 | 열대섬동산에서 있은 일 | An event happened on the hillock of a tropical island* | 熱帯の島で                   | チェ・インソン                       | キム・ヨンチャン, ロ・ミン, チョン・イルヨン           | リュウ・セジョン, ムン・チャンギル           | キム・ジェフン   | ペク・インソン                     | 2000   |
| 52 | 너구리가 만든 잠망경   | Raccoon Dog makes a periscope*                         | タヌキが作った潜望鏡         | キム・ジュンオク, オム・スンフィ     | オ・シンヒョク, ハム・チュンイル, チョン・イルヨン     | キム・インコル, ハン・チョル                 | キム・ソンホ     | チョン・ビョンコル                 |        |
| 53 | 힘겨루기 날에 있은 일  | On the Day of Tug-of-War Game                          | 力くらべの日                 | キム・ヨンチャン                     | ユン・ヨンギル, キム・サンドン                         | ホン・ヨンナム, パク・スング                 |                  | キム・ミョンヒ                     |        |
| 54 | 다시 날린 전파         | A re-transmitted radio wave*                           | 回復した電波                 | キム・ヒョンコル                     | オ・シンヒョク, ユン・ヨンギル, イ・ジョンドゥ         | ホン・ヨンナム, チャン・ナンパ               |                  | ペク・インソン                     |        |
| 55 | 너구리가 가져온 물     | Raccoon Dog brings a water*                            | タヌキが持ってきた水         | ファン・デュマン                     | オ・シンヒョク, ホ・サンヒョク                         | ホン・ヨンナム, ハン・チョル                 |                  | ペク・インソン                     |        |
| 56 | 너구리가 올린 돛       | Raccoon Dog hoists a sail*                             | タヌキが上げた帆             | チェ・インソン                       | ケイ・フン, リョ・ミョンギ                             | リ・ソンジン, チェ・ユイル, チョ・ジョンコル |                  | ペク・インソン                     |        |
| 57 | 새 려객선에서          | On the new passenger ship*                             | 新型の旅客船で               | ソン・ガンホ                         | キム・ヨンチャン, リ・チョル, リョ・ミョンギ           | キム・ウォンイル, チョ・ジョンコル           |                  | ペク・インソン                     |        |
| 58 | 흰눈동산에서           | On the hillock covered with white snow*                | 白雪の山で                   | ホ・ウンギョン                       | キム・ヒョコル, チャン・ミョンギル                     | キム・ソンジュン                             |                  | キム・ミョンヒ                     |        |
| 59 | 수림산에서 있은 일     | An event happened on Mt.Surim*                         | 森の中であったこと           | イ・ヨンチュン                       | ケイ・フン, リョ・ミョンギ                             | ホン・ヨンナム                               |                  | キム・ミョンヒ                     |        |
| 60 | 은빛행성에서           | In a silver planet*                                    | 銀色の惑星で                 | ユン・チョルジン                     | キム・ヒョコル, リョ・ミョンギ                         |                                              |                  | キム・ミョンヒ                     |        |
| 61 | 너구리가 만든 안경     | Raccoon Dog makes a glasses*                           | タヌキが作ったメガネ         | キム・ファソン                       | オ・シンヒョク, イ・ビョンウイ                         |                                              |                  | キム・ミョンヒ                     |        |
| 62 | 누구의 작간일가        | Whose trick is it?*                                    | 誰の仕業か                   | チェ・テヒョン                       | オ・シンヒョク, リョ・ミョンギ                         |                                              |                  | キム・ミョンヒ                     |        |
| 63 | 못가에서 있은 일       | An event happened around a pool*                       |                              | ソン・チュンオク                     | キム・ソンジュン, チャン・ミョンギル                   |                                              |                  | キム・ミョンヒ, ハン・サンチョル   |        |
| 64 | 만능 저울              | General-purpose Balance                                | 万能秤                       | リ・ヨンチュン                       | キム・ジンヒョク                                       |                                              |                  | キム・ミョンヒ, キム・ウンヒ       |        |
| 65 | 세동지                 |                                                        | 鳥の巣                       | キム・ファソン                       | キム・チョルヒョン                                     |                                              |                  | キム・ミョンヒ, キム・ソンヒ       |        |
| 66 | 라침판                 | Compass                                                | 羅針盤                       | ホ・ジョンヨン, キム・ジュウォン     | ソン・ウンナム                                         |                                              |                  | キム・ミョンヒ, ミン・ユチョル     |        |
| 67 | 요술옷                 |                                                        | マジックの着物               | リ・ボンファ                         | キム・ジンヒョク                                       |                                              |                  | キム・ミョンヒ, キム・ウンヒ       |        |
| 68 | 힘장수                 |                                                        |                              | リ・ミョンギョン                     | キム・ジンヒョク                                       |                                              |                  | キム・ミョンヒ, キム・ジョンシル   |        |
| 69 | 바다우에서             |                                                        |                              | チェ・ヨンイル                       | キム・チョルヒョン                                     |                                              |                  | キム・ミョンヒ, キム・ソンヒ       |        |
| 70 | 귤먹걸이               | Orange Necklace                                        |                              | パク・チョルギョン                   | リ・チョル                                             |                                              |                  | キム・ミョンヒ, キム・ウンヒ       | 2023   |
| 71 | 방수포                 | Waterproof Cloth                                       |                              | リ・ギョンイム, リ・イルヒョク       | ケェ・フンウォン                                       |                                              |                  | キム・ミョンヒ, キム・ジョンシル   | 2023   |
| 72 | 지자석                 | Plastic Magnet                                         | プラスチック磁石             | キム・ソンミン                       | キム・チョルヒョン                                     |                                              |                  | キム・ミョンヒ, キム・ウンヒ       | 2023   |
| 73 | 신기한 물              |                                                        | 不思議な水                   | チェ・チョルチン                     | リ・チョル                                             |                                              |                  | キム・ミョンヒ, キム・ジョンシル   |        |
| 74 | 보물                   |                                                        | 宝物                         | キム・ファソン                       | ケェ・フンウォン                                       |                                              |                  | キム・ミョンヒ, キム・ソンヒ       |        |
| 75 | 구명대                 |                                                        | 救命帯                       | オ・チョルナム                       | キム・ジンヒョク                                       | ソン・ウンナム                               |                  | キム・ミョンヒ, キム・ウンヒ       |        |
| 76 | 꽃다발                 |                                                        |                              | リ・ボンファ                         | キム・チョルヒョン                                     | ホ・ジンヒョク                               |                  | キム・ミョンヒ, キム・ジョンシル   |        |
| 77 | 할주로                 |                                                        |                              | リ・イルヒョク                       | ソン・ウンナム                                         | パク・チャンドン                             |                  | キム・ミョンヒ, キム・ウンヒ       |        |
| 78 | 5t                     |                                                        |                              | キム・ファソン                       | キム・ジンヒョク                                       | キム・ウォンイル                             |                  | キム・ミョンヒ, キム・ソンヒ       |        |
| 79 | 날개                   |                                                        |                              | オ・チョルナム                       | ケェ・フンウォン                                       | キム・ウォンイル                             |                  | キム・ミョンヒ, リ・ヒョンア       |        |
| 80 | 소화기                 |                                                        |                              | カン・オク、ホ・ジョンヨン           | キム・チョルヒョン                                     | キム・ウォンイル                             |                  | キム・ミョンヒ, チョン・クァンリム |        |
| 81 | 주먹                   |                                                        |                              | リ・ボンファ                         | ソン・ウンナム、ケェ・フンウォン                       | キム・ウォンイル                             |                  | キム・ミョンヒ, キム・ウンヒ       |        |
| 82 | 샘물병                 |                                                        |                              | チェ・ミイェ、パン・ヒョンソン       | キム・ジンヒョク、ホ・ジュウォン                       | ホ・ジンヒョク                               |                  | キム・ミョンヒ, オ・イェヨン       |        |